# Número de Friedman
En matemáticas, un número de Friedman  es un número entero que, dada una base, es el resultado de una expresión usando sus propios dígitos en combinación con cualquiera de las cuatro operaciones aritméticas (+, -, ×, ÷) y en ocasiones con potencias. Por ejemplo, 347 es un número de Friedman ya que 347 = 73 + 4. Los primeros números de Friedman en base 10 son
25, 121, 125, 126, 127, 128, 153, 216, 289, 343, 347, 625, 688, 736, 1022, 1024, 1206, 1255, 1260, 1285, 1296, 1395, 1435, 1503, 1530, 1792, 1827, 2048, 2187, 2349, 2500, 2501, 2502, 2503, 2504, 2505, 2506, 2507, 2508, 2509, 2592, 2737, 2916, 3125, 3159, ... ((sucesión A036057 en OEIS))

## Reglas
Los paréntesis pueden ser usados en las expresiones, pero únicamente para alterar la precedencia de operadores. Por ejemplo, 1024 = (4 - 2)10. Si se permiten paréntesis sin operadores, resultaría en números de Friedman triviales, como 24 = (24). Los ceros a la izquierda no se usan, ya que obtendríamos, por ejemplo 001729 = 1700 + 29, que también es un número trivial de Friedman.
De hecho, se conocen dos números pandigitales de Friedman sin ceros: 123456789 = ((86 + 2 * 7)5 - 91) / 34, y 987654321 = (8 * (97 + 6/2)5 + 1) / 34, ambos descubiertos por Mike Reid y Philippe Fondanaiche.
Partiendo de que todas las potencias de 5 parecen ser números de Friedman, podemos hallar cadenas consecutivas de números de Friedman. El mismo Friedman da el ejemplo de 250068 = 5002 + 68, que puede ser fácilmente deducible del rango de números consecutivos de Friedman del 250010 al 250099.
Un número de Friedman simpático es tal que los dígitos en la expresión pueden ser reordenados para que se encuentren en el mismo orden de aparición que en el propio número. Por ejemplo, podemos reordenar 127 = 27 - 1 como 127 = -1 + 27. Todas las expresiones para esta clase de números menores de 10000 involucran adiciones y substracciones. Los primeros números de esta clase son:
127, 343, 736, 1285, 2187, 2502, 2592, 2737, 3125, 3685, 3864, 3972, 4096, 6455, 11264, 11664, 12850, 13825, 14641, 15552, 15585, 15612, 15613, 15617, 15618, 15621, 15622, 15623, 15624, 15626, 15632, 15633, 15642, 15645, 15655, 15656, 15662, 15667, 15688, 16377, 16384, 16447, 16875, 17536, 18432, 19453, 19683, 19739 ((sucesión A080035 en OEIS))
Fondanaiche cree que el menor de estos números tal que todas sus cifras son iguales es 99999999 = (9 + 9/9)9-9/9 - 9/9. Brandon Owens demostró que estos números, cuando tienen más de 24 cifras son números de Friedman simpáticos en cualquier base.

## Algoritmos para encontrar Números de Friedman

### De dos cifras
Normalmente hay menos números de Friedman de dos dígitos que de tres en una base dada, pero los primeros son los más fáciles de encontrar. Si representamos un número de dos cifras como mb + n, donde b es la base y m y n los enteros entre -1 y b, únicamente necesitamos comprobar que cada posible combinación de m y n en las siguientes igualdades:
- mb + n == mn
- mb + n == mn
- mb + n == nm

Y ver cuales se verifican. No tenemos que preocuparnos con m + n, ya que mb + n == m + n siempre es falso. De aquí es obvio que no nos preocuparemos por expresiones tales como m - n y m/n.

### De tres cifras
El concepto es el mismo que para obtener números de dos cifras, pero ahora tenemos más expresiones que comprobar. Si representamos un número de tres cifras como kb2 + mb + n, para comenzar deberíamos comprobar:
- km + n
- kn + m
- km + n
- n * (kb + m)
- etc.

En cualquier base b, uno de los más pequeños (si no el más pequeño) de los números de Friedman es el cuadrado del número representado por la asociación de dígitos que conforman el 11, representado por 121 para base 3 y superiores, teniendo la expresión de Friedman 121 = 112, o algebraicamente, 121 = 112.

## Números de Friedman en la notación romana
De forma trivial, todos los números romanos con más de un símbolo son números de Friedman. La expresión se crea insertando signos + en el numeral, y ocasionalmente el signo - con un ligero reorden en los símbolos.

Erich Friedman y Robert Happelberg realizaron investigaciones en este campo para encontrar expresiones que usaran algún otro operador. Su primer descubrimiento fue el número 8, ya que VIII = (V - I) * II, que además es un Número de Friedman simpático. Encontraron muchos otros números de Friedman en los que la expresión usa la exponenciación, como por ejemplo, 256, ya que CCLVI = IVCC/L.

La dificultad en encontrar números de Friedman no triviales en la numeración romana incrementa no solamente con el tamaño del número (como es el caso de sistemas de notación posicional), sino con la cantidad de símbolos que contiene. Por ejemplo, es más difícil darse cuenta de que 137 (CXLVII) es un número de Friedman que 1001 (MI). Con la notación romana, se pueden derivar algunas expresiones de alguna otra que se haya descubierto. Por ejemplo, Friedman y Happelberg demostraron que cualquier número acabado en VIII es un número de Friedman.